# Vlag van Putte (België)
De vlag van Putte werd door de gemeenteraad op 6 juni 1991 officieel vastgesteld als de gemeentelijke vlag van de Antwerpse gemeente Putte. Op 11 juni 1991 werd hij door het Bestuur van Vlaanderen bevestigd en uiteindelijk gepubliceerd op 25 september 1991 in het officiële Belgisch Staatsblad.
Officieel wordt de vlag beschreven als:
Twee even lange banen van blauw en van geel met op het midden het gemeentewapen.
De kleuren zijn ontleend aan het gemeentewapen, dat ook op de vlag is afgebeeld.

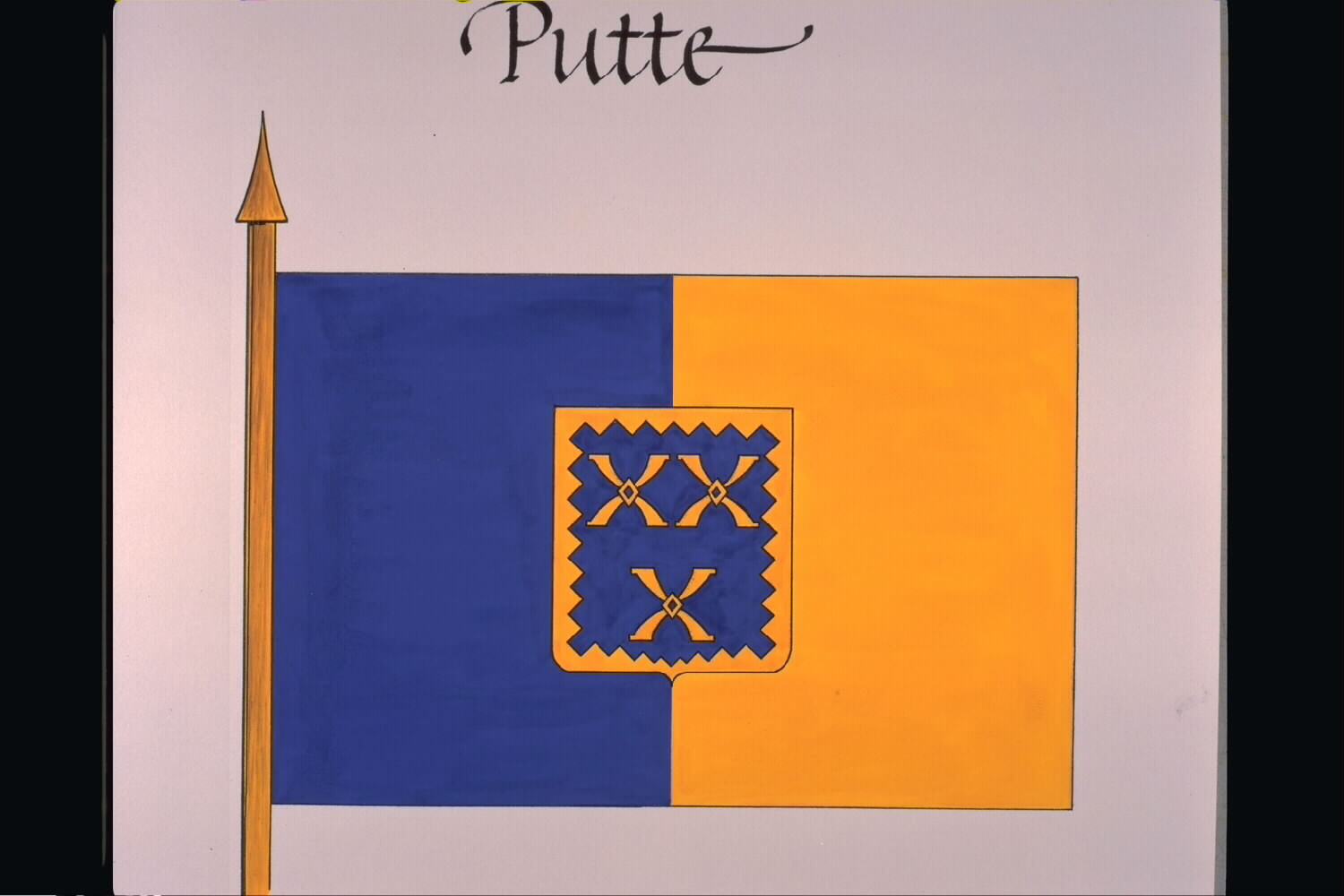
Officiële tekening van de vlag